# Chương trình Constellation
Chương trình Constellation (viết tắt là CxP) là một chương trình du hành không gian có người lái do NASA thực hiện từ năm 2005 đến 2009. Mục tiêu chính của chương trình là "cải tiến (completion) Trạm vũ trụ Quốc tế" và "quay trở lại Mặt Trăng trước năm 2020", với mục tiêu sau cùng là thực hiện chuyến bay có người lái tới Sao Hỏa.
Logo của Constellation thể hiện ba giai đoạn chính của chương trình: Trái Đất (ISS), Mặt Trăng và cuối cùng là Sao Hỏa. Ngoài ra, chương trình còn đặt ra một số mục tiêu liên quan kỹ thuật công nghệ, bao gồm việc lấy lại trải nghiệm của phi hành gia ngoài quỹ đạo Trái Đất tầm thấp và phát triển những công nghệ cần thiết cho phép sự hiện diện bền vững của con người trên các hành tinh khác.